# 贵州土蜜树
贵州土蜜树（学名：Bridelia pierrei）为大戟科土蜜树属下的一个种。

## 扩展阅读
- 維基物種上的相關：贵州土蜜树